# وزارة الخارجية وشؤون المغتربين (الأردن)
وزارة الخارجية وشؤون المغتربين هي الجهة المسؤولة عن علاقات الأردن الخارجية مع دول العالم، وتعمل على تعزيز دور الأردن ومكانتة إقليمياً ودولياً لتحقيق مصالحه الوطنية. قبل عام 2013 كانت تسمى الوزارة بوزارة الخارجية ومع تشكيل حكومة عبد الله النسور الثانية في 30 آذار 2013 تغير اسمها ليصير وزارة الخارجية وشؤون المغتربين كدلالة على اهتمام الوزارة كذلك بمواطني الدولة في الدول الأخرى. وزير الخارجية حالياً أيمن الصفدي. ويقع مبنى الوزارة في الطريق الذي يربط العاصمة عمان بمطار الملكة علياء الدولي.

## السياسات وعلاقات الأردن الخارجية
تُعتبر سياسة الأردن الخارجية بشكل عام معتدلة نوعا ما، لكنها أقرب للغرب - حيث أرتبط تاريخيا بعلاقات وثيقة مع الولايات المتحدة والمملكة المتحدة. تضررت هذه العلاقات في بداية تسعينات القرن الفائت عندما أعلن الأردن حياده في حرب الخليج، والحفاظ على العلاقات مع العراق، مما أدى أيضا إلى تدهور في العلاقة لعدة سنوات مع بعض الدول العربية، خاصة بعد الغزو العراقي للكويت. بشكل عام واصلت الأردن الدعوة إلى رفع الحصار الدولي المفروض على العراق. مع نهاية الحرب بدأت العلاقات تعود بين الأردن والدول الغربية شيئا فشيئا، عن طريق مشاركة الأردن في عملية السلام في الشرق الأوسط، والمساعدة في تنفيذ العقوبات الدولية المفروضة على النظام في العراق.
تربط الأردن علاقة استثنائية بالسلطة الفلسطينية، حيث يُعتبر الأقرب للفلسطينيين تاريخيا - خاصة بعد أن كانت الضفة الغربية تتبع للمملكة الهاشمية لمدة تزيد عن 38 سنة حتى قرار فك الارتباط عام 1988. وهو في ذات الوقت البوابة الوحيدة حاليا للاقتصاد الفلسطيني مع العالم الخارجي. كما تتواجد مقرات كثيرة تابعة لمنظمة التحرير في عمّان - بحكم التداخل التاريخي بين الشعبين والتواجد الفلسطيني الرسمي في المملكة منذ عشرات السنين - والتي سبق لها أن شاركت بوفد مشترك مع الأردن في مؤتمر مدريد 1991. أما بالنسبة للصراع العربي الإسرائيلي، فكانت الأردن طيلة عقود تُعتبر من دول المواجهة مع إسرائيل، وكانت العلاقات عدائية بين الجانبين - رغم وجود بعض العلاقات الرسمية السرية، حيث كانت معظم العمليات الفدائية تنطلق من الأردن قبل أحداث أيلول عام 1970 بين الحكومة الأردنية ومنظمة التحرير الفلسطينية، بالإضافة إلى أن الأردن قد خاض ثلاثة حروب مع إسرائيل، كان منها إثنتان بشكل مباشر. استمرت حالة العداء هذه بين الجانبين حتى توقيع معاهدة السلام الأردنية الإسرائيلية في وادي عربة عام 1994، حيث أن الحكومة الأردنية هي واحدة من ثلاثة أعضاء من 22 دولة عضو في جامعة الدول العربية أقامت علاقات دبلوماسية مع إسرائيل، بالإضافة لكلا من الحكومتين المصرية والفلسطينية.

## البعثات الدبلوماسية
تتبع وزارة الخارجية وشؤون المغتربين المسؤولة عن البعثات الدبلوماسية وتعين السفراء، سفارات في أغلب الدول العربية، وكذلك في العديد من دول العالم وخصوصاً دول الشرق الأوسط غير العربية ودول غرب أوروبا والولايات المتحدة الأمريكية وغيرها من الدول، وتستضيف المملكة كذلك العديد من السفارات والبعثات الدبلوماسية ويبلغ عدد السفارات التي تستضيفها المملكة أربعة وستون سفارة، يضاف للهيئات الدبلوماسية والسفارات فهناك مندوبين دائميين يتبعون وزير الخارجية لدى عدد من المنظمات الإقليمية والدولية مثل جامعة الدول العربية والأمم المتحدة ومنظمة التعاون الإسلامي.

## قائمة الوزراء
التالي هو لائحة بوزراء الشؤزن الخارجية للأردن منذ عام 1939:
إمارة شرق الأردن (1964 – 1921)
- 1939 – 1944 : توفيق أبو الهدى
- 1944 – 1945 : محمد الشريقي
- 1945 – 1946 : توفيق أبو الهدى

المملكة الأردنية الهاشمية (1946 - الحاضر)
- 1946 – 1947 : محمد الشريقي
- 1947 : سمير الرفاعي
- 1947 – 1949 : فوزي الملقي
- 1949 : روحي عبد الهادي
- 1955 : هزاع المجالي
- 1955 – 1956: سمير الرفاعي
- 1956:حسين الخالدي
- 1956: سمير الرفاعي
- 1956: سليمان النابلسي
- 1956: فوزي الملقي
- 1956: عوني عبد الهادي
- 1956 – 1957: سليمان النابلسي
- 1957 – 1958: سمير الرفاعي
- 1958 – 1959: خلوصي الخيري
- 1959: هزاع المجالي
- 1959 – 1961: موسى ناصر
- 1961: بهجت التلهوني
- 1961 – 1962:رافي الحسيني
- 1962 – 1963: حازم نسيبة
- 1963:أمين الحسيني (تمثيل)
- 1963: الشريف حسين بن ناصر
- 1963 – 1964: أنطون عطا الله
- 1964: أمين الحسيني (تمثيل)
- 1964 – 1965: قادري طوقان
- 1965 – 1966: حازم نسيبة
- 1966: أكرم زعيتر
- 1966 – 1967: عبد الله صلاح
- 1967 : أحمد طوقان
- 1967: محمد أديب الأميري
- 1967 – 1968: بهجت التلهوني
- 1968 – 1969: عبد المنعم الرفاعي
- 1969: أحمد طوقان
- 1969 – 1970: عبد المنعم الرفاعي
- 1970: أنطون عطا الله
- 1970: محمد داود
- 1970 – 1972: عبد الله صلاح
- 1972 – 1973: صلاح أبو زيد
- 1976 – 1973 : زيد الرفاعي
- 1976 – 1979: مضر بدران
- 1979 – 1980: شريف عبد الحميد شرف
- 1980 – 1984: مروان القاسم
- 1988 – 1984 : طاهر المصري
- 1988 – 1991: مروان القاسم
- 1991 : عبدالله نسور
- 1991 – 1993: كامل أبو جابر
- 1993 – 1995: عبد السلام المجالي
- 1995 – 1997: عبد الكريم الكباريتي
- 1997 – 1998: فايز الطراونة
- 1998: جواد العناني
- 1998 – 2002: عبد الإله الخطيب
- 2002 – 2004 : مروان المعشر
- 2004 – 2005: هاني الملقي
- 2005: فاروق القصراوي
- 2005 – 2007: عبد الإله الخطيب
- 2007 – 2009: صلاح بشير
- 2009 – 2017: ناصر جودة
- 2017 - الحاضر : أيمن الصفدي

| الصورة                        | الاسم (مواليد–وفاة)       | فترة شغل المنصب      | فترة شغل المنصب      | فترة شغل المنصب   | الحكومة | ملاحظات       |
| الصورة                        | الاسم (مواليد–وفاة)       | تولى المنصب          | غادر المنصب          | المدة             | الحكومة | ملاحظات       |
| وزير الخارجية                 | وزير الخارجية             | وزير الخارجية        | وزير الخارجية        | وزير الخارجية     | وزير الخارجية | وزير الخارجية |
| ----------------------------- | ------------------------- | -------------------- | -------------------- | ----------------- | --- | ------------- |
|                               | الاسم (0000–0000)         | 01 شهر 0000          | 01 شهر 0000          | 1 سنة و31 أيام    | الحكومة |               |
|                               | صلاح الدين البشير (1966–) | 25 تشرين الثاني 2007 | 23 شباط 2009         | 1 سنة و90 أيام    | حكومة نادر الذهبي |               |
|                               | ناصر جودة (1961–)         | 23 شباط 2009         | 30 آذار 2013         | 4 سنوات و35 أيام  | حكومة نادر الذهبي حكومة سمير زيد الرفاعي الأولى حكومة سمير زيد الرفاعي الثانية حكومة معروف البخيت الثانية حكومة عون الخصاونة حكومة فايز الطراونة الثانية حكومة عبد الله النسور الأولى |               |
| وزير الخارجية وشؤون المغتربين |                           |                      |                      |                   | |               |
|                               | ناصر جودة (1961–)         | 30 آذار 2013         | 15 كانون الثاني 2017 | 3 سنوات و291 أيام | حكومة عبد الله النسور الثانية حكومة هاني الملقي الأولى حكومة هاني الملقي الثانية |               |
|                               | أيمن الصفدي (1962–)       | 15 كانون الثاني 2017 | في المنصب            | 8 سنوات و94 أيام  | حكومة هاني الملقي الثانية حكومة عمر الرزاز حكومة بشر الخصاونة |               |